# Bandeira de Novo Brunswick

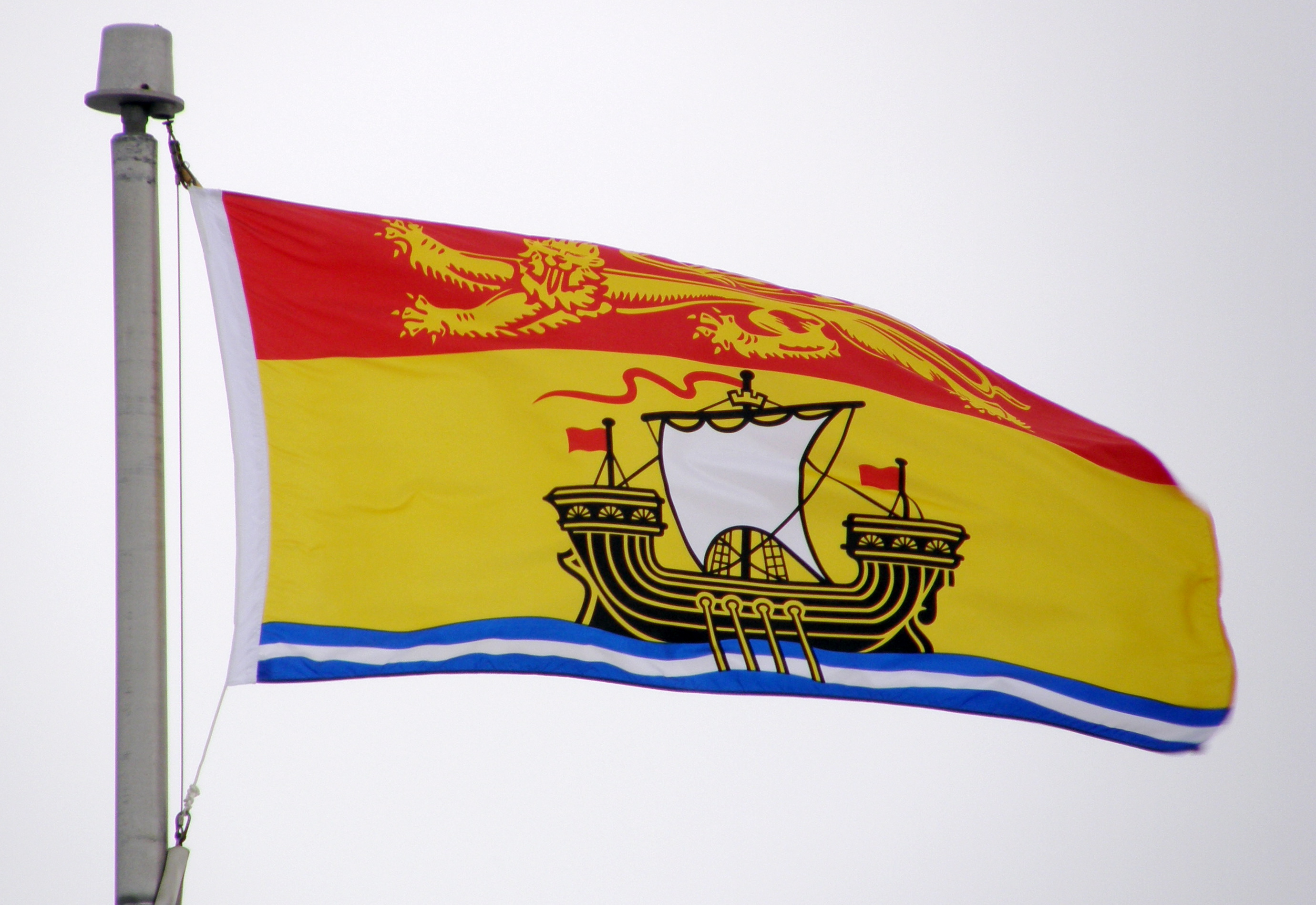
Bandeira de Novo Brunswick tremulando em Moncton

Bandeira de Novo Brunswick (1950-1965)

A Bandeira de Novo Brunswick, tem como modelo o brasão de armas da província e foi adotada em em 24 de fevereiro de 1965.
A bandeira tem proporções 8:5. Um leão dourado na parte superior vermelha representa os laços históricos de Novo Brunswick com a região de Brunswick na Alemanha e a Monarquia do Reino Unido. Na parte inferior da bandeira retrata um galeão espanhol, a  representaçõa tradicional de um navio em heráldica. Ele representa a construção naval, uma das principais indústrias da província no momento em que o brasão de armas foi aprovado e em grande parte, a história da província.